# Lanson-BCC
Lanson-BCC is een groep van acht champagnehuizen. Naar datum van oprichting zijn dit: 
- Chanoine Frères, huis opgericht in 1730, Reims, Champagne verkocht voornamelijk op massale retail- en exportmarkten, vooral bekend om zijn Tsarine cuvee.
- Lanson, prestigieus huis opgericht in 1760, Reims, 85% van de champagne verkocht op internationale markten, eigenaar van Domaine de la Malmaison, de grootste biodynamische wijngaard van de Champagnestreek.
- Boizel, huis opgericht in 1834, Epernay, Champagne gedistribueerd via postorder in Frankrijk en in traditionele sectoren voor internationale markten.
- De Venoge, huis opgericht in 1837, Epernay, Champagne verkocht op selectieve retailmarkten in Frankrijk en voor export, met name met zijn Cordon Bleu en Princes-reeksen en zijn Louis XV grande cuvee.
- Besserat de Bellefon, huis opgericht in 1843, Epernay, producent van de Cuvée des Moines, Champagne gedistribueerd via traditionele netwerken (restaurants, wijnwinkels) in Frankrijk en voor export.
- Philipponnat, huis opgericht in 1910 met een traditie die teruggaat tot 1522, Mareuil sur Aÿ, eigenaar van Clos des Goisses, champagne verkocht op selectieve retailmarkten en in 's werelds toonaangevende restaurants.
- Burtin, huis opgericht in 1933, Epernay, massale retailleverancier, producent van "custom" Champagne voor key accounts, inclusief het Alfred Rothschild-assortiment.
- Alexandre Bonnet, sinds 1970 in Les Riceys, eigenaar van een grote wijngaard, waar champagnes van eigen wijnbouwers worden verkocht in traditionele sectoren in Frankrijk en voor de export. Tevens producent van Rosé des Riceys.

## Geschiedenis
De belangrijkste data uit de geschiedenis van de groep zijn:
- 1991: oprichting van de Groep met de overname van twee bedrijven, Chanoine Frères en Champenoise des Grands Vins.
- 1994: bedrijfscombinatie met Champagne Boizel om de Boizel Chanoine Champagne Groep te creëren.
- 1996: beursintroductie op de Second Marché door een nieuwe aandelenemissie.
- 1997: overname van Champagne Philipponnat, met zijn beroemde wijngaarden Le Clos des Goisses.
- 1998: overname van Champagne de Venoge en Alexandre Bonnet, met zijn belangrijkste wijngaard aux Riceys.
- 2006: overname van Champagne Lanson en Maison Burtin (ex Marne et Champagne) door Boizel Chanoine Champagne, waarmee de Groep zich positioneert als een van de leidende spelers op de champagnemarkt.
- 2010: Boizel Chanoine Champagne wordt LANSON-BCC om zijn internationale omvang beter te weerspiegelen.
- 2018: verwerving van belangen in La Croix d'Ardillères, Damery-wijngaarden.